# Morten Jensen
Morten Jensen, född 2 december 1982 i Lynge, är en dansk friidrottare som främst tävlar i kortdistanslöpning och längdhopp. I inledningen av sin karriär tävlade han för FIF Hillerød och sedan 2005 för IF Sparta.

## Meriter på internationell nivå
Sina främsta internationella meriter har Morten Jensen samlat i längdhopp. Han har tagit sig till kvartsfinal vid åtta internationella mästerskap för seniorer, inklusive OS i Peking 2008 och två världsmästerskap. Jensens främsta löpgrenar är 100 meter och 200 meter. På 100 meter tog han sig till kvartsfinal vid junior-VM i friidrott i Santiago de Chile år 2000. På 200 meter nådde han kvartsfinal vid Europamästerskapen i friidrott 2006 i Göteborg.
Jensen har under flera år varit en flitig aktör vid landskamper i friidrott och gjort inte mindre än 22 starter vid Europacupen i friidrott under åren 2000–2008. Vid åtta tillfällen räckte det till seger.

## Meriter på nationell nivå
På nationell nivå har Morten Jensen radat upp mästerskapsmedaljer såväl inomhus som utomhus, med bland annat sex raka utomhusguld i längdhopp. Han är också (per januari 2010) dansk rekordhållare utomhus i längdhopp och på 100 meter samt inomhus i längdhopp och på 200 meter.

## Ungdomsmästerskap
Vid nationella junior- och ungdomsmästerskap vann Jensen 25 titlar, de flesta i paradgrenarna sprint och längdhopp, men också en U-15-titel på 300 meter häck. Internationellt nådde han flera topplaceringar vid nordiska mästerskap, inklusive tre guld. Han tog sig till final i både längdhopp och 200 meter vid junior-EM 2001.

## Personliga rekord
| Gren                | Resultat | Datum                            | Plats          | Kommentar                                  |
| ------------------- | -------- | -------------------------------- | -------------- | ------------------------------------------ |
| 100 meter           | 10,29    | 18 september 2004                | Greve          | Ännu gällande danskt rekord (januari 2010) |
| 200 meter           | 20,75    | 20 september 2004                | Köpenhamn      | Dansk bästanotering för 2004               |
| Längdhopp           | 8,25     | 3 juli 2005                      | Göteborg       | Ännu gällande danskt rekord (januari 2010) |
| 60 m (inomhus)      | 6,80     | 27 januari 2007                  | Malmö          | Dansk bästanotering för 2007               |
| 200 m (inomhus)     | 21,17    | 19 februari 2005 1 februari 2009 | Göteborg Malmö | Ännu gällande danskt rekord (januari 2010) |
| Längdhopp (inomhus) | 8,18     | 8 februari 2006                  | Göteborg       | Ännu gällande danskt rekord (januari 2010) |